# IC 267
IC 267 est une galaxie spirale barrée située dans la constellation du Bélier à environ 163 millions années-lumière de la Voie lactée. Elle a été découverte par l'astronome américain Lewis Swift en 1887.
La classe de luminosité d'IC 267 est II et elle présente une large raie HI.
Les galaxies IC 267 et NGC 1134 sont dans la même région du ciel et selon l'étude réalisée par Abraham Mahtessian, elles forment une paire de galaxies.
Des mesures non basées sur le décalage vers le rouge (redshift) donnent une distance de 44,429 ± 6,237 Mpc (∼145 millions d'al), ce qui est à l'intérieur des distances calculées en employant la valeur du décalage vers le rouge.